# Voulez-Vous
Voulez-Vous (с фр. — «Хотите ли Вы?») — шестой студийный альбом шведской поп-группы ABBA, выпущенный в 1979 году.

## Об альбоме
Релиз характеризуется большим количеством треков танцевальной направленности, однако неправильно определять жанр альбома как исключительно «диско»; так, песня «Does Your Mother Know» имеет вполне определённые рок-мотивы.
Работа над альбомом шла более года, и за это время участниками было наработано большее количество материала, чем то, что удалось поместить на альбом. Среди изданных значительно позднее работ того периода следует упомянуть композицию Dream World, включённую как бонусный трек на переиздание 2010 года.
В 1981 году альбом «Voulez-Vous» был выпущен в СССР фирмой «Мелодия» и стал последним номерным альбомом «ABBA», вышедшим в Советском Союзе.

## Список композиций
Все песни написали Бенни Андерссон и Бьорн Ульвеус.
| №  | Название                      | Длительность |
| -- | ----------------------------- | ------------ |
| 1. | «As Good as New»              | 3:22         |
| 2. | «Voulez-Vous»                 | 5:11         |
| 3. | «I Have a Dream»              | 4:44         |
| 4. | «Angeleyes»                   | 4:20         |
| 5. | «The King Has Lost His Crown» | 3:30         |

| №                   | Название                        | Длительность |
| ------------------- | ------------------------------- | ------------ |
| 1.                  | «Does Your Mother Know»         | 3:13         |
| 2.                  | «If It Wasn't for the Nights»   | 5:13         |
| 3.                  | «Chiquitita»                    | 5:26         |
| 4.                  | «Lovers (Live a Little Longer)» | 3:28         |
| 5.                  | «Kisses of Fire»                | 3:16         |
| Общая длительность: | Общая длительность:             | 41:43        |

| №   | Название                    | Длительность |
| --- | --------------------------- | ------------ |
| 11. | «Summer Night City»         | 3:34         |
| 12. | «Lovelight» (alternate mix) | 3:18         |

| №   | Название                                      | Длительность |
| --- | --------------------------------------------- | ------------ |
| 12. | «Lovelight»                                   | 3:48         |
| 13. | «Gimme! Gimme! Gimme! (A Man After Midnight)» | 4:52         |

| №   | Название                                                                                    | Длительность |
| --- | ------------------------------------------------------------------------------------------- | ------------ |
| 14. | «Estoy Soñando» (Испанская версия песни I Have a Dream)                                     | 4:40         |
| 15. | «Chiquitita» (Испанская версия)                                                             | 5:35         |
| 16. | «¡Dame! ¡Dame! ¡Dame!» (Испанская версия песни Gimme! Gimme! Gimme! (A Man After Midnight)) | 4:49         |

| №   | Название                                      | Длительность |
| --- | --------------------------------------------- | ------------ |
| 11. | «Summer Night City» (full-length version)     | 4:18         |
| 12. | «Lovelight»                                   | 3:48         |
| 13. | «Gimme! Gimme! Gimme! (A Man After Midnight)» | 4:53         |
| 14. | «Dream World»                                 | 3:38         |
| 15. | «Voulez-Vous» (extended remix; 1979 US promo) | 6:10         |

| №  | Название                                                         | Длительность |
| -- | ---------------------------------------------------------------- | ------------ |
| 1. | «ABBA in Switzerland» (BBC television special)                   |              |
| 2. | «Chiquitita» (Music for UNICEF)                                  |              |
| 3. | «I Have a Dream» (extended promo)                                |              |
| 4. | «If It Wasn't for the Nights» (Mike Yarwood Christmas Show, BBC) |              |
| 5. | «Chiquitita» (Christmas Snowtime Special, BBC)                   |              |
| 6. | «Björn & Benny Interview» (Multi-Coloured Swap Shop, BBC)        |              |
| 7. | «Greatest Hits Vol. 2» (television commercial I)                 |              |
| 8. | «Greatest Hits Vol. 2» (television commercial II)                |              |
| 9. | «International sleeve gallery»                                   |              |

## Чарты

### Еженедельные чарты
| Чарт (1979)                         | Высшая позиция |
| ----------------------------------- | -------------- |
| Австралия (Kent Music Report)       | 5              |
| Австрия (Ö3 Austria)                | 2              |
| Канада (RPM Top Albums/CDs)         | 6              |
| Нидерланды (Album Top 100)          | 1              |
| Финляндия (Suomen virallinen lista) | 1              |
| Франция (IFOP)                      | 13             |
| Германия (Media Control)            | 1              |
| Япония (Oricon)                     | 1              |
| Новая Зеландия (RMNZ)               | 2              |
| Норвегия (VG-lista)                 | 1              |
| Швеция (Sverigetopplistan)          | 1              |
| Великобритания (UK Albums Chart)    | 1              |
| США (Billboard 200)                 | 19             |

### Годовые чарты
| Чарт (1979)                        | Позиция |
| ---------------------------------- | ------- |
| Австралия (Kent Music Report)      | 30      |
| Австрия (Ö3 Austria Top 40)        | 7       |
| Канада (RPM Top Albums)            | 18      |
| Франция (IFOP)                     | 40      |
| Япония (Oricon)                    | 5       |
| Новая Зеландия (Recorded Music NZ) | 23      |
| Великобритания (OCC)               | 5       |
| Чарт (1980)                        | Позиция |
| Канада (RPM Year-End)              | 37      |

### Декадные чарты
| Чарт (1970—1979) | Позиция |
| ---------------- | ------- |
| Япония (Oricon)  | 17      |

## Сертификации и продажи
| Регион | Сертификация  | Продажи  |
| --- | ------------- | -------- |
| Австралия (ARIA) | 2× Платиновый | 100 000^ |
| Канада (Music Canada) | 2× Платиновый | 200 000^ |
| Финляндия (Musiikkituottajat)                                                                                            | Платиновый    | 82,340   |
| Германия (BVMI) | Платиновый    | 500 000^ |
| Гонконг (IFPI Hong Kong)                                                                                                 | Золотой       | 10 000*  |
| Japan (Oricon Charts) | —             | 623,000  |
| Малайзия | —             | 10,000   |
| Нидерланды (NVPI) | Платиновый    | 100 000^ |
| Новая Зеландия (RMNZ) | Платиновый    | 15 000^  |
| Испания (PROMUSICAE) | Золотой       | 50 000^  |
| Швеция | —             | 289,925  |
| Китайская Республика | —             | 2,500    |
| Великобритания (BPI) | Платиновый    | 300 000^ |
| США (RIAA) | Золотой       | 500 000^ |
| * Данные о продажах приведены только на основе сертификации. ^ Данные о тиражах приведены только на основе сертификации. |               |          |